# Технопарк
Технопарк — территориальная, научная, технологическая и техническая база для реализации инновационных проектов. Технопарк — имущественный комплекс, в котором объединены научно-исследовательские институты, объекты индустрии, деловые центры , выставочные площадки, учебные заведения, а также обслуживающие объекты: средства транспорта, подъездные пути, жилые поселки, охрана. Международная ассоциация технологических парков даёт своё определение объекту инновационной инфраструктуры.
По мнению ассоциации[какой?], технопарк — это организация, управляемая специалистами, главной целью которых является увеличение благосостояния местного сообщества посредством продвижения инновационной культуры, а также состязательности инновационного бизнеса и научных организаций. Для достижения этих целей технопарк стимулирует и управляет потоками знаний и технологий между университетами, научно-исследовательскими институтами, компаниями и рынками. Он упрощает создание и рост инновационным компаниям с помощью инкубационных процессов и процессов выведения новых компаний из существующих. Технопарк помимо высококачественных площадей обеспечивает другие услуги.

## История
Технопарки впервые появились в США.
После Второй мировой войны количество студентов в Стэнфордском университете резко увеличилось и возникли проблемы с финансированием учебного заведения. Университет владел большим участком земли (около 32 км²), но не имел права продавать его. Учитывая ограничения, декан инженерного факультета профессор Фредерик Терман предложил руководству учебного заведения сдавать землю в долговременную аренду для использования в качестве офисного парка. Тем самым, учебное заведение стало получать доход, а компании могли воспользоваться лизинговыми инструментами. Арендаторами могли выступать только высокотехнологичные компании, что позволило обеспечить работой выпускников университета, а также решить проблему дефицита высококвалифицированных специалистов. Идея Термана и её реализация на территории Стэнфордского университета стали началом Кремниевой долины. (англ. The Father of Silicon Valley)
Первые европейские научные парки начали появляться в 70-х годах и создавались по аналогии с технопарками США. Они имели одного учредителя, а основная деятельность заключалась в сдаче земли в аренду собственникам наукоёмких фирм. Однако темпы развития европейских технопарков были слишком низкими. Для исправления ситуации в научных парках стали возникать инкубаторы технологического бизнеса — здания для размещения начинающих инновационных компаний. Инкубаторы предоставляли производственные помещения, обеспечивали набором необходимых услуг, а также способствовали поиску инвесторов и позволяли наладить контакт с местным университетом или научным центром.
В России создана ассоциация «Технопарк». Технопарками, в определённом смысле, можно назвать академгородки.
В Белоруссии в 2005 году был основан Белорусский парк высоких технологий.
История технопаркового движения
- Начало 1950-х — США;
- Начало 1970-х — Франция, Бельгия;
- 1983 — ФРГ;
- 1980-е — Канада, Сингапур, Австралия, Бразилия, Индия, Малайзия, Китай, Япония
- 1990 — СССР (Россия)
- 1991 — Узбекистан;
- 1992 — Белоруссия;
- 2000 — Украина.

## В России
Первым технопарком России считается Томский научно-технологический парк, открытый в 1990 году на базе Томского государственного университета систем управления и радиоэлектроники. После этого технопарки получили широкое распространение: в начале 90-х годов они открылись во многих университетских городах страны.
В 1991 был открыт технопарк МИЭТ при Московском институте электронной техники в городе Зеленограде,
в 1992 году — Научный парк Московского государственного университета,
в 1993 — «Технопарк в Москворечье» при МИФИ,
в 1998 — технопарк на базе Курчатовского института и так далее.

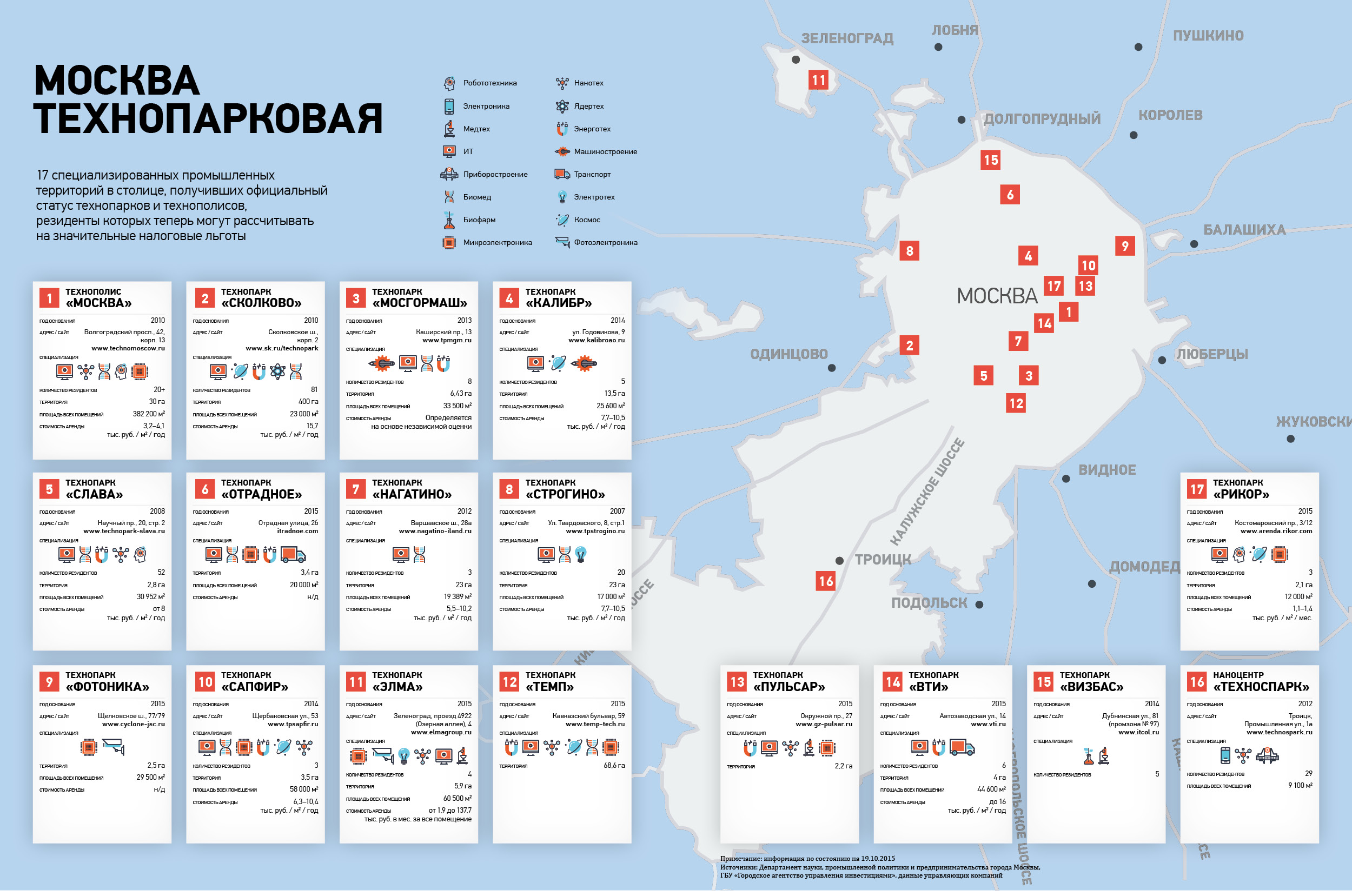
Технопарки Москвы

Сейчас на территории России технопарки открываются не только при университетах, но и в крупных научных центрах, наукоградах, а также в «закрытых городах».
Один из самых успешных — Технопарк Новосибирского академгородка, чьи резиденты вошли в TOP-30 наиболее быстроразвивающихся инновационных и высокотехнологичных предприятий России. Самым эффективным технопарком страны считается ИТ-парк, расположенный в Казани. Казанский ИТ-парк был признан лучшим по итогам деятельности в 2010, 2011 и 2012 гг., согласно рейтингам Минкомсвязи РФ. Рейтинг по итогам 2013 и 2014 гг. не составлялся.

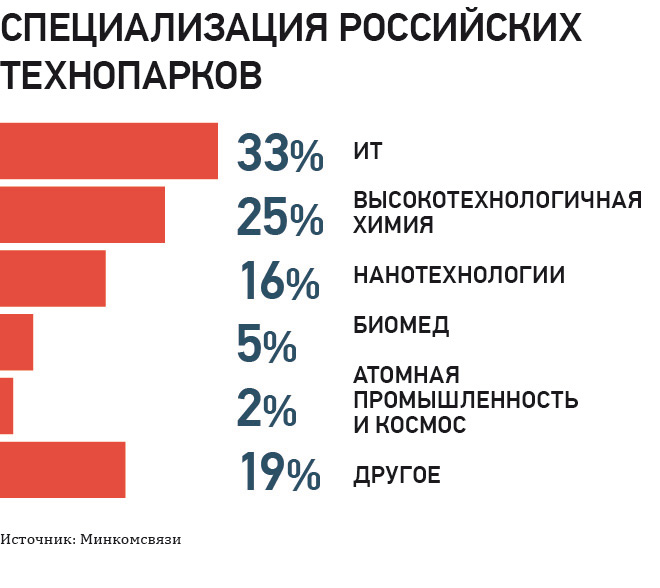

С 2006 года в стране реализуется комплексная программа «Создание в Российской Федерации технопарков в сфере высоких технологий», утверждённая 10 марта 2006 года Правительством. Координатором программы является Министерство связи и массовых коммуникаций Российской Федерации. В 2006 году координатором программы от лица Мининформсвязи был назначен Илья Пономарев. Позже по линии Минкомсвязи программу курировал заместитель Министра связи и массовых коммуникаций Илья Массух и Департамента государственной политики в области информационных технологий и координации информатизации Денис Солодовников. В настоящее время развитием программы занимается замимнистра Минкомсвязи Марк Шмулевич.
В программе принимают участие следующие субъекты Российской Федерации:
- Новосибирская область — Центр технологического обеспечения инновационных разработок;
- Нижегородская область — технопарк «Анкудиновка»;
- Республика Мордовия — «Технопарк Мордовия»;
- Самарская область — «Жигулёвская долина»[8];
- Калужская область — «Технопарк Обнинск»;
- Пензенская область — технопарк «Яблочков», «Технопарк высоких технологий»;
- Тюменская область — Западно-Сибирский инновационный центр;
- Кемеровская область — Кузбасский Технопарк;
- Республика Татарстан — "Технополис Химград

С целью поддержки технопарков Министерством связи были подписаны соглашения о сотрудничестве и поддержке в реализации проектов компаний-резидентов с инновационным центром «Сколково» (в июле 2011 года) и с ОАО «РВК» (в октябре 2011 года). Кроме того, была создана "Ассоциация кластеров и технопарков".

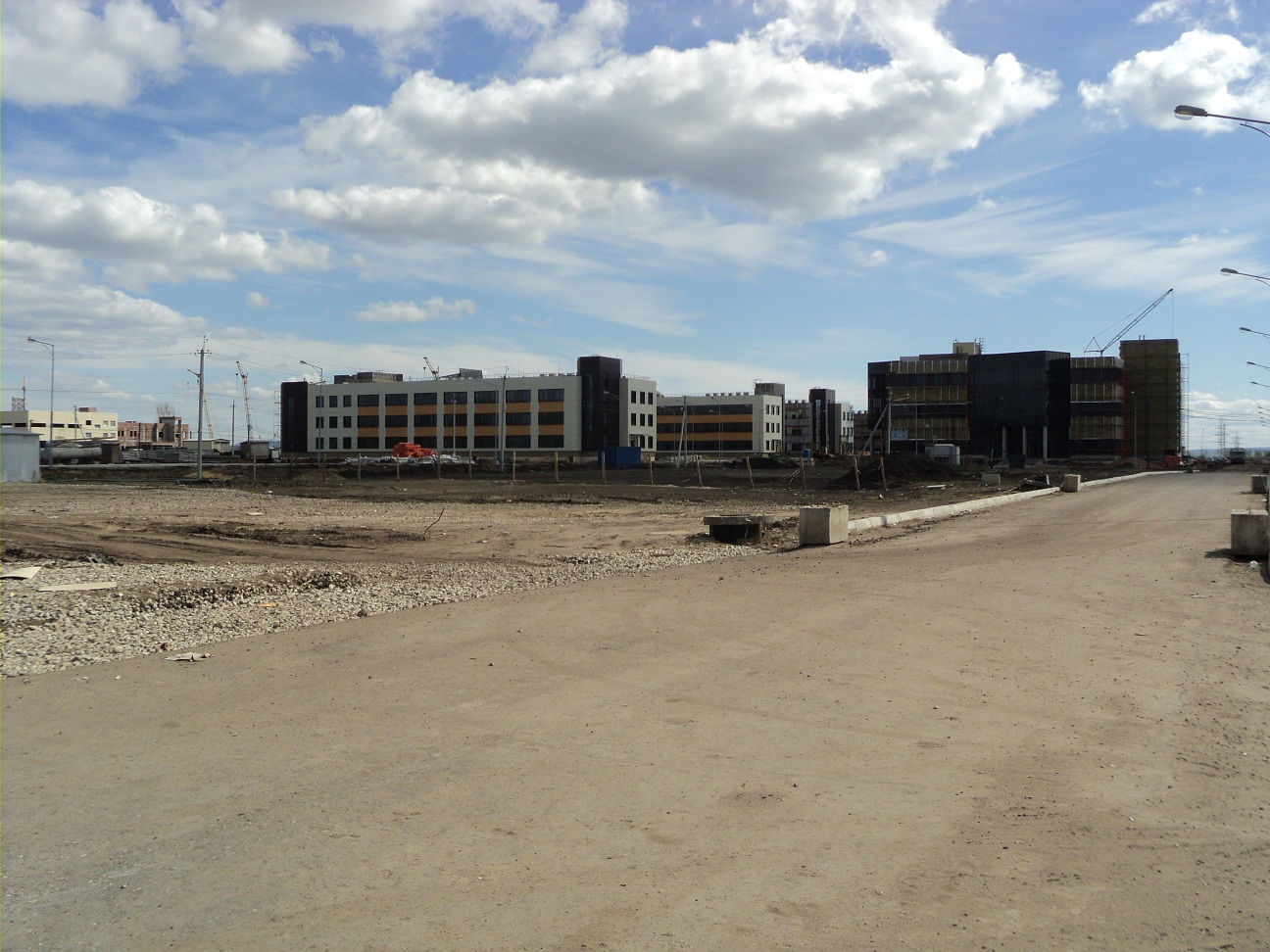
Строительство технопарка «Жигулевская долина» в Тольятти. 1 мая 2012

В инфраструктуру технопарков, по итогам 2011 года, было вложено 7 млрд руб. федеральных средств, 8,5 млрд руб. региональных средств и 4 млрд руб. средств частных инвесторов. Эффективность создания технопарков как социально-значимого проекта доказывает создание 9000 рабочих мест. По данным, полученным от уполномоченных органов субъектов Российской Федерации, выручка компаний-резидентов технопарков с 2009 года превысила 39 млрд руб. (за 2011 год около 17 млрд руб.); таким образом, возврат налогов в бюджеты всех уровней составил 5,6 млрд руб.
Важным направлением работы современных российских технопарков является сотрудничество с научными и учебными учреждениями в целях подготовки кадров для предприятий-резидентов. В 2014 году появился первый профориентационный технопарк «Зауральский навигатор» в Курганской области. Данный технопарк имеет, также, официальное наименование "Детский технопарк «Зауральский навигатор».
В настоящее время на территории Российской Федерации действует 89 детских технопарков «Кванториум» в 62 регионах.
Также:
- военный (первый в стране) технопарк «Эра» в Анапе[12]

### Критика
Планировалось, что к 2011 году стоимость общего объёма продукции, произведённой в результате работы компаний-резидентов технопарков, может составить более 100 миллиардов рублей, а средняя выручка в расчёте на одного работника технопарка может составить приблизительно 1,5 миллиона рублей. На деле же, по данным на третий квартал 2011 года, удалось выручить лишь 33 млрд рублей, количество сотрудников всех технопарков составило 11 тысяч, количество фирм-резидентов — около 440.
Из всех технопарков, которые планировалось построить, реально функционируют лишь 4.
Развитию проекта препятствуют отсутствие льготного налогообложения, материальные трудности и зависимость от вузов. Кроме того, мешает также высокая монополизация экономики. В результате, доля высокотехнологичной продукции в ВВП страны так и не увеличилась. По мнению российского деятеля либерального толка Альфреда Коха, строительство технопарков — вещь бессмысленная, если не модернизировать и изменять параллельно экономику.